# Bathyraja schroederi
Bathyraja schroederi is een vissensoort uit de familie van de Arhynchobatidae. De wetenschappelijke naam van de soort is voor het eerst geldig gepubliceerd in 1968 door Krefft als Breviraja schroederi.